# Luis Arturo González López
Luis Arturo González López (ur. 1900, zm. 1965) – tymczasowy prezydent Gwatemali, od 27 lipca do 24 października 1957.